# Кондоя
Кондоя — река в России, протекает в Карелии. Впадает в Топозеро на высоте 109,5 м над уровнем моря. Длина реки — 13 км.
Перед впадением в топозеро протекает через озеро Котиярви, по сути являющееся частью Топозера.

## Данные водного реестра
По данным государственного водного реестра России относится к Баренцево-Беломорскому бассейновому округу, водохозяйственный участок реки — Ковда от истока до Кумского гидроузла, включая озёра Пяозеро, Топозеро. Речной бассейн реки — бассейны рек Кольского полуострова и Карелии, впадает в Белое море.